# Maiteneke
Maiteneke è un ward dello Zambia, parte della Provincia di Copperbelt e del Distretto di Chingola.